# Розіграш (фільм, 1976)
«Розіграш» (рос. «Розыгрыш») — радянський художній фільм, знятий режисером Володимиром Меньшовим в 1976 році.

## Сюжет
Дія розгортається в звичайній радянській школі. Сталася бійка між двома старшокласниками в шкільній роздягальні. При з'ясуванні обставин, один з них, керівник шкільного ансамблю Ігор Грушко сказав, що це була не бійка, відплата. Як виявилося, почалося все з жарту лідера класу Олега Комаровського — він підмовив однокласників відкласти контрольну роботу, а для цього спробувати обдурити вчительку математики, Марію Василівну Дев'ятову, що вона нібито не попереджала про контрольну. Все розкрилося випадково. Вчителька, яка встигла вже вибачитися перед дев'ятикласниками, почала пояснювати нову тему і раптом несподівано запитала скромну і сором'язливу Таю Петрову, яку в класі дражнили «юродивою» через її хворобливість, чи говорилося про контрольну. Тая не змогла збрехати і розплакалася. Марія Василівна зрозуміла, що її обдурили. Обурена жорстокістю учнів Марія Василівна всім, кого вона питала про контрольну, в тому числі і Комаровському поставила по одиниці. В цей же час в класі з'являється новий учень, Ігор Грушко. У нього проблеми з сім'єю, і він живе з тіткою. Але у нього є талант — він грає на гітарі, пише пісні і мріє набрати групу музикантів. Що він і робить, незважаючи на перешкоди. Комаровський розуміє, що його позиції лідера було завдано шкоди, і намагається виправити становище. Але весь конфлікт фільму заснований на різниці життєвих цінностей. Для Ігоря це — правда, чесність, можливість займатися творчістю, нести в цей світ щастя. Він, звичайно, не формулював це так, але займався саме цим. Варто тільки послухати його пісню «Метелики». Для Олега ж головне — досягнення мети. Будь-якими способами. Не дарма батько йому каже: «Ти до своєї мети йдеш — як містки через болото перекидаєш. Ну, добіжиш ти до своєї мети раніше за всіх, і що? Обернешся одного разу назад, що побачиш? Бігову доріжку?». Фільм закінчується святкуванням 55-річчя Марії Василівни, в ході якого Комаровський, безуспішно намагався умовити її прибрати одиницю, ображає вчительку і Таю Петрову і вискакує з класу. Під час виконання фінальної пісні «Коли підемо зі шкільного двору», Грушко вибігає за Комаровським. Він знаходить Комаровського в роздягальні, їх погляди зустрічаються. Бійка, що послідувала за цим, залишається за кадром.

## У ролях
- Євгенія Ханаєва — Марія Василівна Дев'ятова, класний керівник 9-го «Б» і викладач математики
- Дмитро Харатьян — Ігор Грушко, учень 9-го «Б»
- Наталія Вавілова — Тая Петрова, учениця 9-го «Б»
- Андрій Гусєв — Олег Комаровський, учень 9-го «Б»
- Зіновій Гердт — Йоликов Карл Сигизмундович, викладач хімії
- Олег Табаков — батько Комаровського
- Наталія Фатєєва — завуч Калерія Георгіївна
- Євдокія Германова — Даша Розанова, учениця 9-го «Б»
- Ірина Корабльова — Аліска, учениця 9-го «Б»
- Ніна Савіщева — учениця 9-го «Б», комсорг
- Гаррі Бардін — вчитель французької мови
- Павло Винник — Семен Семенович, завгосп
- Муза Крепкогорська — вчителька Руфіна Андріївна
- Любов Мишева — вчителька
- Олександр Жильцов — Андрій Нікітін, учень 9-го «Б»
- Константинов Микола — Шурик Корбут, учень 9-го «Б»
- Арсен Михайлов — Ілля Вардзієлі, учень 9-го «Б»
- Дмитро Ніколаєв — учень 9-го «Б»
- Галина Манухіна — Тома, учениця 9-го «Б»
- Ірина Мурзаєва — Фіра Соломонівна, сусідка Дев'ятової
- Володимир Меньшов — Володимир Валентинович, учитель фізкультури
- Олексій Борзунов — Малишев, лейтенант міліції
- Марія Виноградова — технічка Анна Єфремівна
- Павло Максименко — учень 9-го «Б» (немає в титрах)
- Світлана Степанова — вчителька (немає в титрах)
- Володимир Соколов — вчитель (немає в титрах)

## Знімальна група
- Автор сценарію:  Семен Лунгін
- Режисер-постановник:  Володимир Меньшов
- Головний оператор:  Михайло Біц
- Головний художник:  Борис Бланк
- Композитор:  Олександр Флярковський
- Текст пісень:  Олексій Дідуров